# Феликс Граф фон Ботмер
Феликс Граф фон Ботмер (на немски: Felix Graf von Bothmer) е германски военен деец, изявил се по време Брусиловското настъпление.
В 1871 година Ботмер се присъединява към Баварската армия. По време на Първата световна война, частта под командване на Ботмер удържа на едно от най-смъртоносните нападения на Руската империя – Брусиловското нападение в 1916 година. През декември 1918 година Ботмер се пенсионира от армията.